# Antoine Sanguin de Meudon
Antoine Sanguin de Meudon, va néixer a la Picardia el 1502 i va morir el 25 de novembre de 1559 a París, va ser capellà del rei Francesc I, arquebisbe de Tolosa, i cardenal de Meudon.

## Biografia
Segon fill d'Antoine Sanguin, Senyor de Meudon, capità de Chablis, Co-Senyor de Livry en Aulnoye (Livry-Gargan), de 1651 a 1659 amb el seu germà Jacques va estudiar a París, Champagne i Brie. Era també l'oncle d'Ana de Pisseleu, la duquessa i l'amant de Francesc I, que el va ajudar en la seva carrera eclesiàstica. Es va convertir en abat de Fleury i mestre de la capella reial. El 1533 va ser elegit bisbe d'Orleans.
Fou elevat cardenal el 1539, va rebre el capel cardenalici en 1540 a Notre-Dame de París, en mans del cardenal Alessandro Farnese, legat del papa a França. Va rebre el títol de Santa Maria in Portico el 1541.
El 1543 va esdevenir Gran Almoiner de França. El 1544 va ser nomenat bisbe de Llemotges i va mantenir el cárrec fins al 1547. Va ser governador de París durant els atacs de l'emperador Carles V a l'estiu de 1544 i va ser un dels negociadors de la pau.
Després de la mort de Francesc I el 1547, creat se'n va anar a Roma, on va participar en el conclave de 1550 que va elegir el Papa Juli III. Va tornar a França el 1550 i va ser nomenat arquebisbe de Tolosa per Enric II de França.
Va morir a París el 1559.